# 古賀豊
古賀 豊（こが ゆたか）は、日本の社会学者である。新潟大学准教授。専門はマス・コミュニケーション論、メディア論。

## 来歴・人物
1984年、埼玉大学教養学部卒業。1994年、一橋大学大学院社会学研究科博士後期課程単位取得退学。同年、（財）郵政国際協会電気通信政策総合研究所研究員となり、翌1995年、同研究所副主任研究員となった。その後、1996年より新潟大学人文学部准教授。

## 著書・論文

### 著書
- 『通信放送の融合』（共著）、菅谷実・清原慶子編、日本評論社、pp.43-60、1997年
- 『メディアの現在形』（共著）、香内三郎・山本武利他著、新曜社、pp.175-197、1993年

### 論文
- 「『沈黙の螺旋』理論の数理モデル」（『人文科学研究』 134, 133-146, 2014年）
- 「沈黙の螺旋と閾値分布構造  -閾値モデルを用いた沈黙の螺旋現象の分析」（『マス・コミュニケーション研究』 (81), 125-142, 2012年）
- 「『幸福』の言説分析  -幸福はいかに語られているか」（『人文科学研究』 130(-), 31-53, 2012年）
- 「災害時における救出・保存対象に関する意識調査」（『災害と資料』 (5), 70-79, 2011年）
- 「インターネット言説空間における新潟と災害」（『災害と資料』 (4), 109-118, 2010年）
- 「新潟歴史資料救済ネットワークの5年間の取り組み」（共著）（『災害と資料』 (4), 87-108, 2010年）
- 「新潟における幕末・明治初期の写真」（『災害と資料』 (3), 68-71, 2009年）
- 「人文科学におけるコンピュータ利用の現状と課題」（『人文科學研究』 115, 25-42, 2004年）
- 「マルコフ連鎖モデルを用いた流行現象の検討 -社会現象の数理的分析試論(1)」（『人文科學研究』 100, left1-17, 1999年）
- 「電子ネットワークにおけるコミュニケーション活動―匿名性とアイデンティティー」（文部科学省研究費重点領域研究『情報化社会と人間』、pp.23-56、1995年）
- 「ネットワーク文化とカプセルメディア」（文部科学省重点領域研究『情報化社会と人間』、pp.341-349、1995年）
- 「CMCネットワークにおける匿名性の構造―電子空間におけるアイデンティティー」（共著、『情報通信学会誌』Vol.44/12, 2, pp,41-47, 1994年）
- 「隠喩としてのコンピュータ―想像上のコンピュータをめぐって」（『現代のエスプリ』No.319, pp.67-75, 1994年）
- 「私の世界の出現―インタラクティブ・テクノロジーと新たなメディア受容形態」（『平成3年度情報通信学会年報』pp.120-134、1992年
- 「今日のメディア環境における現実の構造とその変容」（『情報通信学会誌』Vol.36/10,2, pp.118-122, 1992年）